# Hold Back Tomorrow
Hold Back Tomorrow é um filme de drama estadunidense de 1955 escrito, produzido e dirigido por Hugo Haas e estrelado por Cleo Moore e John Agar.

## Sinopse
Joe Cardos, um homem condenado à morte em algum país desconhecido, enfrentará a forca pela manhã por estrangular três mulheres. Joe está cheio de ressentimento em relação ao mundo, e talvez a si mesmo, atacando o diretor e os guardas por tentar tornar suas horas finais mais fáceis e se recusar a ver sua irmã ou o capelão da prisão. Joe mudou de ideia, porém, e atendeu a um último pedido, que a prisão é obrigada por lei a honrar: ele pediu que uma mulher o acompanhasse para que ele pudesse "se divertir" enquanto estivesse fora. Depois de perguntar, dois policiais aparecem na prisão com uma ex-"garçonete" chamada Dora, que havia tentado se afogar naquela noite. Completamente sem dinheiro e sentindo que não tem nada a perder, Dora concorda em passar a noite na cela de Joe.

## Elenco
- Cleo Moore ...Dora
- John Agar ...Joe Cardos
- Frank DeKova ...Priest
- Dallas Boyd ...Warden
- Steffi Sidney ...Clara
- Mel Welles ...Primeiro Guarda
- Harry Guardino ...Detetive
- Mona Knox ...Acompanhante
- Arlene Harris ...Proprietária
- Kay Riehl ...esposa do diretor
- Jan Englund ...garota
- Pat Goldin ...comediante